# Romildo Soares
Romildo Soares de Souza (Alexandria, 18 de setembro de 1961 – Natal, 25 de outubro de 2022) foi um compositor e cantor brasileiro.

## Obras
- Antropofágico (com Zé de Riba)
- Canção do Sol (com Fábio Fernandez)
- Embriagada de Saudade (com Anna Fernandez)
- Luamar (com Fábio Fernandez)
- Me Faz Sonhar (com Fábio Fernandez)
- Moça da Rua (com Zé de Riba)
- Molejo (com Fábio Fernandez)
- Nego Atrevido (com Fábio Fernandez)
- O Gato é o Gato (com Zé de Riba)
- Sinais (com Alexandre Lacerda)
- Vítima do Amor (com Fábio Fernandez)
- WWW.sem (com Zé de Riba)